# Gymnothorax saxicola
Gymnothorax saxicola is een straalvinnige vissensoort uit de familie van murenen (Muraenidae). De wetenschappelijke naam van de soort is voor het eerst geldig gepubliceerd in 1891 door Jordan & Davis.